# Bedřich Frejka (ortoped)
Bedřich Frejka (17. února 1890 Útěchovice pod Stražištěm – 10. ledna 1972 Brno) byl český profesor a lékař, specialista ortopedie.

## Život
Pocházel z lesnické rodiny, po maturitě na gymnáziu studoval v letech 1910–1914 na Lékařské fakultě Univerzity Karlovy. V 1. světové válce byl válečným chirurgem. Po válce pracoval na lékařské fakultě v Bratislavě jako chirurg a od roku 1922 jako ortoped. V roce 1928 zde získal titul docenta a v témže roce přešel do Brna na lékařskou fakultu Masarykovy Univerzity. Zde se 17. března 1933 stal přednostou nově otevřené ortopedické kliniky Lékařské fakulty Masarykovy Univerzity.

## Přínos
Frejkova peřinka – tzv. široké balení pro léčbu vývojové vady kyčlí (dysplazie) u novorozenců a kojenců. Je účinnější než široké balení z plen, které se stlačí. Tato metoda získala pojmenovaní po něm a stále se používá.